# Unetaneh tokef
Unetaneh tokef (hebräisch וּנְתַנֶּה תֹּֿקֶף Und wir wollen die Macht der Heiligkeit des Tages schildern) sind die Anfangsworte eines Pijjut, das während Rosch ha-Schana und an Jom Kippur von aschkenasischen Juden in der Synagoge gelesen wird. Das Gebet stammt aus Deutschland und geht wahrscheinlich auf das 10. Jahrhundert zurück. Unetaneh Tokef geht auf die mittelalterliche Legende um den Rabbi Amnon von Mainz zurück. Erstmals beschrieben wird es in einer Kopie des späten 13. Jahrhunderts des berühmten kabbalistischen Werkes Sefer Or Zarua von Rabbi Isaac ben Moses von Wien (ca. 1180 – ca. 1250; heute in der Rosenthal-Bibliothek, Amsterdam).
Die Dichtung ist fester Bestandteil der aschkenasischen Juden und der Tedesco-Juden (deutschsprachige Juden in Italien) während der Liturgie an Rosch ha-Schana und Jom Kippur.

## Inhalt
Der Gebetstext besteht aus vier Absätzen. Der erste Absatz schildert den Tag des Gerichts, an dem die Engel im Himmel bei dem Ehrfurcht gebietenden Ereignis des jährlichen Gerichts der gesamten Schöpfung erzittern, mit der Implikation, dass der Mensch sich diesem Tag ebenfalls mit Ehrfurcht nähern sollte. Das himmlische Buch der Chroniken wird geöffnet, in das das Schicksal jedes Menschen eingeschrieben wird.
Der zweite Absatz setzt diesen Punkt fort und zeigt, wie jedes Ereignis, das im kommenden Jahr stattfinden wird, „an Rosch ha-Schana geschrieben und an  Jom Kippur besiegelt“ wird. Dieser Absatz ist durch seine einleitenden Worte, hebräisch בְּרֹאשׁ הַשָּׁנָה Be-Rosh ha-Schana bekannt:
Hebräisch

„בְּרֹאשׁ הַשָּׁנָה יִכָּתֵבוּן, וּבְיוֹם צוֹם כִּפּוּר יֵחָתֵמוּן. כַּמָּה יַעַבְרוּן, וְכַמָּה יִבָּרֵאוּן, מִי יִחְיֶה, וּמִי יָמוּת, מִי בְקִצּוֹ, וּמִי לֹא בְּקִצּוֹ, מִי בַמַּיִם, וּמִי בָאֵשׁ, מִי בַחֶרֶב, וּמִי בַחַיָּה, מִי בָרָעָב, וּמִי בַצָּמָא, מִי בָרַעַשׁ, וּמִי בַמַּגֵּפָה, מִי בַחֲנִיקָה, וּמִי בַסְּקִילָה, מִי יָנוּחַ, וּמִי יָנוּעַ, מִי יִשָּׁקֵט, וּמִי יְטֹּרֵף, מִי יִשָּׁלֵו, וּמִי יִתְיַסָּר, מִי יַעֲנִי, וּמִי יַעֲשִׁיר, מִי יֻשְׁפַּל, וּמִי יָרוּם. וּתְשׁוּבָה וּתְפִלָּה וּצְדָקָה מַעֲבִירִין אֶת רֹעַ הַגְּזֵרָה.“

Transliteration

„Be-rosh ha-shanah yi-katevun u-ve’yom tzom kippur ye’hatemun Kamah ya’avorun Ve-khamah yi’bara’un Mi yihyeh U-mi yamut Mi ve-kitzo U-mi lo ve-kitzo Mi-va’mayim U-mi va’esh Mi-va-herev U-mi va-hayah Mi-va-ra’av U-mi-va’tzama Mi-va’ra’ash U-mi va’mageifah Mi va-hanikah U-mi va-skilah Mi yanu’ah U-mi yanu’a Mi yashkit U-mi yitoraf Mi yeshalev U-mi yityaseir Mi-ya’ani U-mi ya’ashir Mi yushpal u-mi yarum U’teshvah U’tefilah U’tzedakah ma’avirin et roa ha’gzerah:“

Übersetzung

„An Rosch ha-Schana wird es eingeschrieben, und an Jom Kippur wird es besiegelt – wie viele vergehen und wie viele geboren werden, wer leben und wer sterben wird, wer zu seiner Zeit und wer durch einen vorzeitigen Tod, wer durch Wasser und wer durch Feuer, wer durch Schwert und wer durch wildes Tier, wer durch Hunger und wer durch Durst, wer durch Erdbeben und wer durch Pest, wer durch Erwürgen und wer durch Steinigung stirbt, wer in Ruhe leben  wird und wer herumirren muss, wer in Frieden leben wird und wer verfolgt wird, wer heiter sein kann und wer gequält wird, wer verarmt und wer reich wird, wer entwürdigt und wer erhöht wird. Aber Buße, Gebet und Rechtschaffenheit können die Schwere des Urteils abwenden.“

Der dritte Absatz bittet um göttliche Barmherzigkeit auf Grund der Tatsache, dass der Mensch von Natur aus sündig und von Natur aus schwach und sterblich ist. Dies wird eine barmherzige Gottheit veranlassen, ihm seine Schuld zu vergeben. Darin ist auch der Satz enthalten, dass „die Herkunft eines Menschen im Staub liegt und es sein Schicksal ist, wieder zu Staub zu werden“.
Schließlich lobt der vierte Absatz lyrisch Gott als denjenigen, der über alle Existenz erhaben ist und bittet ihn, dass er seinen Namen damit heiligt, indem er das Volk Israel erlöst, womit er direkt in die Keduscha übergeht.

## Vertonungen
Leonard Cohen ließ sich für sein Lied Who by Fire von diesem Gebet inspirieren; in dem auf seinem 1974 veröffentlichten Album New Skin for the Old Ceremony enthaltenen Lied zitiert er auszugsweise das Gebet in seiner englischen Fassung.
Eine frühere Vertonung wurde von Chasan Isaac Offenbach (Vater des Jacques Offenbach) angefertigt.